# Международный аэропорт имени Луиса Муньоса Марина
Международный аэропорт имени Луиса Муньоса Марина (англ. Luis Muñoz Marín International Airport),исп. Aeropuerto Internacional Luis Muñoz Marín, (ИАТА: SJU , ИКАО: TJSJ, FAA LID: SJU ) — аэропорт совместного базирования, расположенный в городе Каролина, в пяти километрах к юго-востоку от столицы Пуэрто-Рико, города Сан-Хуан. Является крупнейшим коммерческим аэропортом в Пуэрто-Рико.

## История
Аэропорт официально был открыт 22 мая 1955 года. Поскольку порт располагается на территории округа Исла-Верде, в течение нескольких десятилетий он был известен под названием Международный аэропорт Исла-Верде, пока в 1985 году губернатор Рафаэль Эрнандес Колон не распорядился сменить официальное название воздушной гавани на Международный аэропорт имени Луиса Муньоса Марина в честь первого демократически избранного губернатора Пуэрто-Рико.
За годы своей работы аэропорт использовался магистральными авиакомпаниями США Pan American World Airways, Eastern Air Lines и Trans Caribbean Airways в качестве транзитного узла (хаба) в страны Карибского бассейна, а также одним из основных пунктов назначения для крупнейшего в то время авиаперевозчика Соединённых Штатов Trans World Airlines. В 1966 по 1984 годы аэропорт являлся главным хабом пуэрто-риканской авиакомпании Prinair, вплоть до её банкротства в конце 1984 — начале 1985 года.
В 1986 году магистральная авиакомпания American Airlines (с дочерним перевозчиком American Eagle Airlines) организовала в Международном аэропорту имени Луиса Муньоса Марина собственный транзитный узел перевозок, главным образом для конкуренции с другим магистралом Eastern Air Lines. Несколько лет спустя в аэропорт пришли такие крупные международные авиакомпании, как Mexicana de Aviación, Lufthansa, Air France, KLM, ACES Colombia, Air Jamaica, Viasa, Avianca, Aeropostal Alas de Venezuela, Aerolíneas Argentinas, Dominicana de Aviación, ATA Airlines и Northwest Airlines.

## Операционная деятельность
Международный аэропорт имени Луиса Муньоса Марина является важнейшим хабом для международных перевозок между Карибским бассейном и аэропортами Соединённых Штатов. Внутренние маршруты связывают Каролину с множеством местных направлений, в числе которых Кулебра, Манагуэс, Понсе и Вьекес. Из столицы Пуэрто-Рико до аэропорта можно добраться посредством моста Теодоро Москосо.
В одного из основных пунктов назначения пассажирских перевозок аэропорт Каролины используют магистральный перевозчик American Airlines и бюджетная авиакомпания JetBlue Airways. Региональная компания Executive Airlines, работающая под торговой маркой American Eagle, является крупнейшим оператором аэропорта, выполняющим в настоящее время до 45 регулярных рейсов в сутки.

## Авиакомпании и пункты назначения

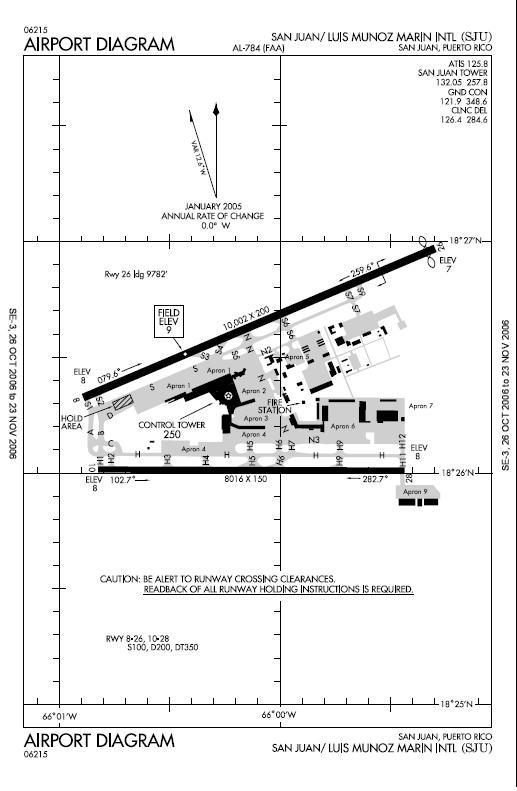
Схема Международного аэропорта имени Луиса Муньоса Марина

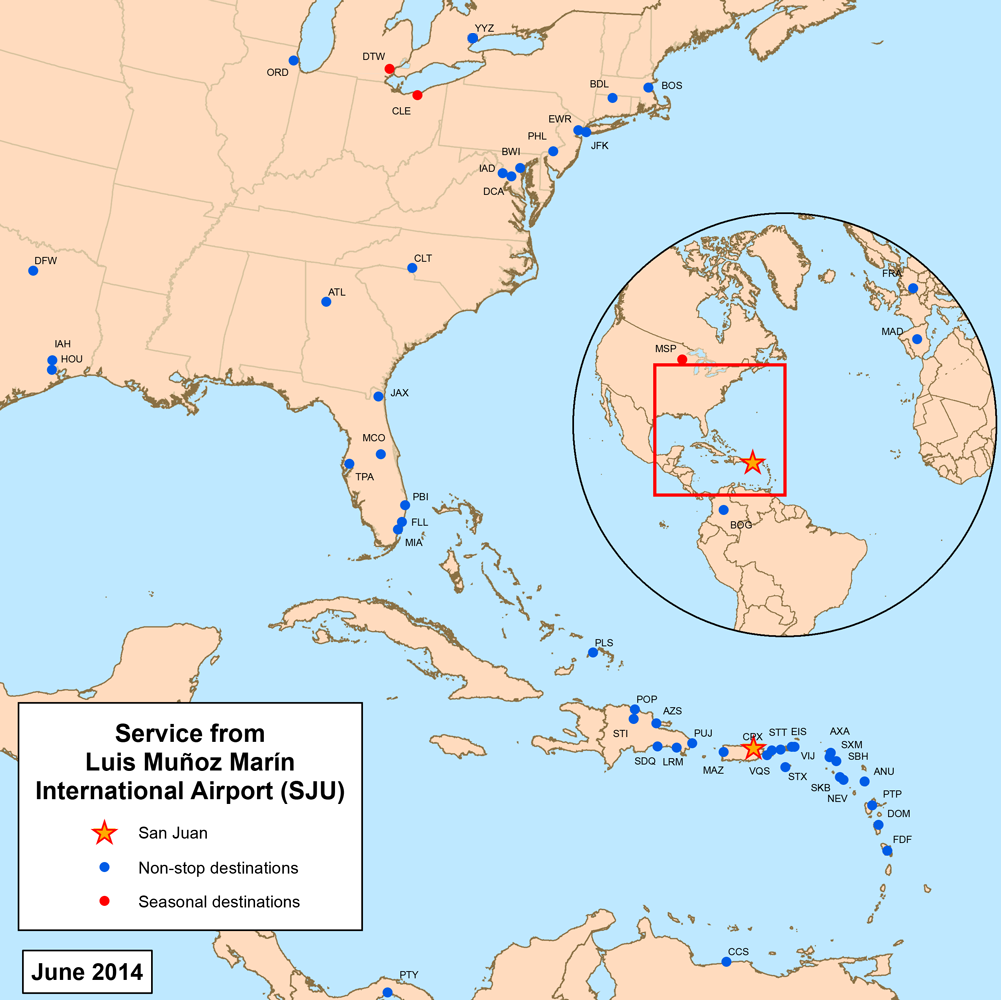
Карта беспосадочных маршрутов из аэропорта Сан-Хуан

Международный аэропорт имени Луиса Муньоса Марина эксплуатирует одно здание главного пассажирского терминала с четырьмя конкорсами. В настоящее время на территории аэропорта ведётся строительство здания ещё одного вспомогательного терминала, который будет содержать один конкорс.
Инфраструктура главного терминала аэропорта разделяется на четыре зоны: три сектора обслуживания рейсов авиакомпаний American Airlines, Continental Airlines, Delta Air Lines и четвёртый сектор, в котором обслуживаются рейсы всех остальных перевозчиков.
- ↑  Несмотря на то, что рейс Virgin Atlantic Airways в Лондон (Гатвик) совершает промежуточную посадку в Антигуа, авиакомпания не имеет права продавать билеты на плече между Антигуа и Сан-Хуаном.

Чартеры

## Статистика по пассажирским перевозкам
| Год  | Всего пассажиров | Изменение |
| 2001 | 9 453 564        | -         |
| 2002 | 9 389 232        | ▼0,7 %    |
| 2003 | 9 716 687        | ▲3,5 %    |
| 2004 | 10 568 986       | ▲8,8 %    |
| 2005 | 10 768 698       | ▲1,9 %    |
| 2006 | 10 506 118       | ▼2,4 %    |
| 2007 | 10 409 464       | ▼0,9 %    |
| 2008 | 9 378 924        | ▼9,9 %    |
| 2009 | 8 245 895        | ▼12,1 %   |
| 2010 | 8 491 257        | ▲3.0 %    |
| 2011 | 7 993 381        | ▼5.9 %    |
| 2012 | 8 448 172        | ▲5.7 %    |
| 2013 | 8 347 119        | ▼1.2 %    |
| 2014 | 8 569 622        | ▲2.7 %    |
| 2015 | 8 733 161        | ▲1.9 %    |
| 2016 | 9 037 134        | ▲3.5 %    |
| 2017 | 8 407 404        | ▼6.9 %    |
| ---- | ---------------- | --------- |

## Сектор военных и грузовых перевозок

### Военно-воздушные силы
- Военно-воздушные силы США
  - Национальная гвардия ВВС
- Национальная гвардия ВВС Пуэрто-Рико
  - Muniz ANGB
    - 156-е военно-транспортное крыло

## Грузовые авиакомпании

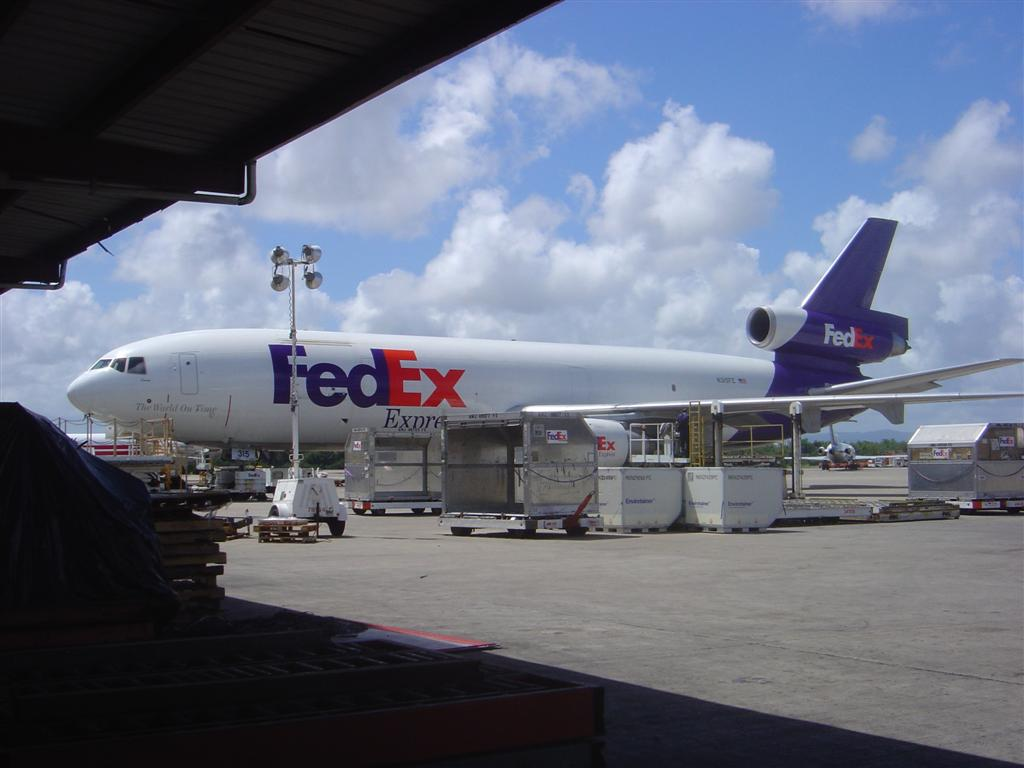
Douglas DC-10-30 авиакомпании FedEx Express в Международном аэропорту имени Луиса Муньоса Марина

## Авиапроисшествия и несчастные случаи
- 15 февраля 1970 года. Самолёт Douglas DC-9 (регистрационный HI-177) авиакомпании Dominicana de Aviación. Через две минуты после взлёта из Международного аэропорта Лас-Америкас в направлении Сан-Хуана, пилоты сообщили о выключении второго двигателя, после чего лайнер вошёл в неуправляемое пике и упал в океан. Погибли все 102 человека, находившиеся на борту, в том числе национальная женская волейбольная команда Доминиканской Республики и бывший чемпион мира по боксу Карлос Крус, летевший в Сан-Хуан на матч-реванш с Карлосом Ортисом.
- 24 июня 1972 года. Самолёт de Havilland DH.114 Heron 2B (регистрационный N554PR) авиакомпании Prinair, выполнявший регулярный рейс 191 из Сан-Хуана в Понсе, разбился при заходе на посадку в аэропорту назначения. Из 20 человек на борту погибло пятеро, остальные 15 человек получили тяжёлые травмы.
- 31 декабря 1972 года. Самолёт Douglas DC-7CF (регистрационный N500AE) авиакомпании American Express, находившийся в операционном лизинге и выполнявший гуманитарную миссию по снабжению районов Никарагуа, пострадавших в результате сильного землетрясения. Вскоре после взлёта из аэропорта Сан-Хуана пилоты перегруженного лайнера сообщили о выключение второго двигателя и о потере тяги третьего мотора. Через несколько секунд самолёт рухнул в море, погибли все пятеро человек на борту включая известного бейсбольного игрока Роберто Клименте.
- 22 июля 1986 года. Самолёт Douglas C-53D (регистрационный N27PR) авиакомпании Borinquen Air, грузовой рейс из Сан-Хуана в Международный аэропорт имени Роберта Л. Брэдшоу (Голден-Рок). Через несколько минут после взлёта из Международного аэропорта имени Луиса Муньоса Марина произошла авария во втором двигателе лайнера. Пилоты развернули самолёт и попытались совершить аварийную посадку в аэропорту вылета, однако самолёт не дотянул до взлётно-посадочной полосы и с сильным правом креном рухнул в залив. На борту находились два пилота, один из них погиб, второй получил серьёзные травмы[15][16].
- 17 сентября 1989 года. Самолёт Douglas C-47A (регистрационный N100DW) авиакомпании Tol Air Services был серьёзно повреждён стихией во время прохождения урагана пятой категории Хьюго. Лайнер не подлежал восстановлению и был списан[17].
- 24 сентября 1998 года. Самолёт Convair 240-13 (регистрационный N91237) авиакомпании Trans-Florida Airlines. Через несколько минут после взлёта из Международного аэропорта имени Луиса Муньоса Марина возникли проблемы с одним из двигателей лайнера. Пилоты сделали попытку вернуться в аэропорт вылета, однако самолёт быстро потерял высоту и упал в море в двух милях от взлётно-посадочной полосы. Два члена экипажа и один пассажир не пострадали, самолёт впоследствии был списан[18].
- 4 апреля 2001 года. Самолёт Douglas DC-3A (регистрационный N19BA) авиакомпании Roblex Aviation во время выполнения тренировочного полёта упал в море вследствие отказа обоих двигателей. Оба пилота сумели благополучно покинуть самолёт, который в дальнейшем вернулся во флот перевозчика[19][20].
- 9 мая 2004 года. Самолёт Super ATR (регистрационный N438AT) авиакомпании Executive Airlines под брендом American Eagle, выполнявший регулярный рейс 5401, совершил жёсткую аварийную посадку в Международном аэропорту имени Луиса Муньоса Марина. Семнадцать человек получили травмы, о погибших не сообщалось.
- 7 февраля 2008 года, рейс Executive Airlines под брендом American Eagle Международный аэропорт Лас-Америкас — Международный аэропорт имени Луиса Муньоса Марина, самолёт ATR-72-500. Вскоре после взлёта из аэропорта Лас-Америкас командир корабля сообщил на землю о возникших проблемах с работой правого двигателя и запросил аварийную посадку в Международном аэропорту Ла Романа (Доминиканская Республика). При подходе к аэропорту дым из правого двигателя уже начал поступать в кабину самолёта. Лайнер совершил аварийную посадку в Ла Романа, в результате инцидента пострадавших не оказалось.
- 30 марта 2010 года. Самолёт Short 330 (регистрационный N106SW) авиакомпании M&N Aviation. При выполнении посадки на ВПП 10 Международного аэропорта имени Луиса Муньоса Марина у лайнера сложилась носовая стойка шасси. О пострадавших в результате инцидента не сообщалось[21][22].